# Национальная американская женская суфражистская ассоциация
Национальная американская женская суфражистская ассоциация (англ. National American Woman Suffrage Association; NAWSA) — организация, созданная 18 февраля 1890 года для отстаивания избирательных прав американок. Она была создана в результате слияния двух существующих организаций, Национальной женской суфражистской ассоциации (NWSA) и Американской женской суфражистской ассоциации (AWSA). Имея на момент основания не более двух тысяч членов, организация за короткий срок стала двухмиллионной ассоциацией — крупнейшей добровольной организацией в стране. Она сыграла ключевую роль в принятии Девятнадцатой поправки к Конституции Соединённых Штатов, которая в 1920 году гарантировала женщинам право голоса.
Сьюзан Б. Энтони, видный лидер движения за избирательные права женщин, была основной фигурой в недавно сформированном NAWSA. Керри Чапмен Кэтт, ставшая президентом после того, как Энтони ушла в отставку в 1900 году, реализовала стратегию привлечения богатых членов быстро растущего женского клубного движения, чьё время, деньги и опыт могли бы помочь развить суфражистское движение. Срок Анны Говард Шоу, начавшийся в 1904 году, ознаменовался значительным ростом числа членов организации и общественного одобрения деятельности ассоциации.
После того как Сенат отклонил предложенную организацией поправку о избирательном праве женщин в Конституцию США в 1887 году, движение сосредоточило большую часть своих усилий на избирательных кампаниях в штатах. В 1910 году к NAWSA присоединилась, Элис Пол, которая сыграла важную роль в возрождении интереса к вопросу о национальной поправке. После продолжающихся конфликтов с руководством NAWSA Пол создала конкурирующую организацию — Национальную женскую партию.
Когда Кэрри Чэпмен Кэтт снова стала президентом организации в 1915 году, NAWSA приняла свой план по централизации организации и работе над поправкой о избирательном праве в качестве своей основной цели. Это было сделано, несмотря на противодействие со стороны южан, которые считали, что федеральная поправка подорвёт права штатов. Благодаря своему многочисленному членству и растущему числу женщин-избирателей в тех штатах, где уже было достигнуто избирательное право, NAWSA начала действовать скорее как группа политического давления, чем как просветительская организация. Ассоциация завоевала дополнительную симпатию к избирательным правам женщин, активно сотрудничая с военными во время Первой мировой войны. 14 февраля 1920 года, за несколько месяцев до ратификации Девятнадцатой поправки, NAWSA преобразовалась в Лигу женщин-избирателей, которая существует до сих пор.

## История создания
Требование избирательного права для женщин в Соединённых Штатах в первые дни движения было спорным даже среди активисток за права женщин. В 1848 году резолюция в пользу права женщин на участие в голосовании была одобрена только после энергичных дебатов на Конференции в Сенека-Фолсе, первой конференции по вопросам прав женщин. Ко времени принятия Национальных конвенций о правах женщин в 1850-х годах ситуация изменилась, и избирательное право женщин стало главной целью движения. Три лидера женского движения в этот период: Люси Стоун, Элизабет Кейди Стэнтон и Сьюзен Б. Энтони, много лет спустя сыграют важную роль в создании NAWSA.
1866 году, сразу после Гражданской войны в Америке, Одиннадцатая Национальная конвенция о правах женщин преобразовалась в Американскую ассоциацию равных прав (AERA), которая выступала за равные права как для цветных, так и белых женщин, особенно в области избирательного права. AERA по существу была распущена в 1869 году, отчасти из-за разногласий по поводу предлагаемой Пятнадцатой поправки к Конституции Соединённых Штатов, которая предоставляла бы избирательное право и афроамериканцам. Лидеры женского движения были встревожены тем, что предложенная поправка не предоставит женщинам право голоса. Стэнтон и Энтони выступали против её ратификации, если только она не сопровождалась бы другой поправкой, которая наконец предоставляла бы женщинам избирательные права. Однако Стоун поддержала поправку. Она считала, что её ратификация побудит политиков поддержать аналогичную поправку в отношении женщин. Она считала, что, хотя право голоса для женщин важнее, чем для чернокожих мужчин, «я буду благодарна, если хоть кто-нибудь из нас сможет выбраться из этой ужасной ямы».
В мае 1869 года, через два дня после ожесточённых дебатов на мероприятии, которое оказалось последним ежегодным собранием AERA, Энтони, Стэнтон и их союзники создали Национальную женскую суфражистскую ассоциацию (NWSA). В ноябре 1869 года Американская женская суфражистская ассоциация (AWSA) была образована Люси Стоун, её мужем Генри Блэквеллом, Джулией Уорд Хау и их союзниками, многие из которых помогли создать Ассоциацию избирательного права женщин Новой Англии годом ранее. Ожесточённое соперничество между двумя организациями создало напряжённую атмосферу, которая сохранялась на протяжении долгого времени.
Даже после того, как Пятнадцатая поправка была ратифицирована в 1870 году, разногласия между двумя организациями сохранялись. AWSA действовала почти исключительно в области избирательного права женщин, в то время как NWSA занималась широким кругом вопросов, включая реформу разводов и требование равной оплаты труда для женщин. В состав руководства AWSA входили как мужчины, так и женщины, в то время как NWSA возглавляли исключительно женщины. AWSA действовала по большей мере на уровне конкретных штатов, в то время как NWSA больше работала на национальном уровне. AWSA старалась придать ассоциации респектабельный имидж, в то время как NWSA иногда применяла довольно радикальные методы. Энтони, например, прервала официальное мероприятие по случаю 100-летия Декларации независимости, чтобы представить Декларацию прав женщин NWSA. Энтони была арестована в 1872 году за попытку голосования, которое всё ещё было незаконным для женщин, и была признана виновной на широко освещаемом судебном процессе.
Прогресс в деле борьбы за избирательным правам женщин замедлен в период после раскола организаций, однако в других вопросах движение заметно продвинулось. К 1890 году десятки тысяч женщин посещали колледжи и университеты, хотя несколькими десятилетиями ранее эта цифра была равна нулю. Общественная поддержка идеи «женской доли», веры в то, что место женщины — в доме, упала, как и отношение к женщинам в политике. Значительно пересмотрены законы, позволяющие мужьям контролировать деятельность своих жён. Резко выросло число женских организаций, таких как Женский христианский союз трезвости (WCTU), крупнейшая женская организация в стране. В конце 1870-х годов WCTU поддержала избирательное право женщин на том основании, что женщины нуждались в голосовании, чтобы защитить свои семьи от алкоголя и других пороков. Это стало серьёзным стимулом для суфражистского движения.
Энтони всё чаще стала подчёркивать важность избирательного права женщин по сравнению другими проблемами, которые интересовали женщин. Её целью было объединить всё более многочисленные женские организации с целью требования избирательного права, даже если они расходились по другим вопросам. NWSA пересмотрела свою тактику, перейдя от радикализма к конструктивным действиям. NWSA больше не рассматривалась как организация, которая бросала вызов традиционным на тот момент семейным устоям, поддерживая, например, то, что её противники называли «лёгким разводом». Всё больше организация была по своей программе на конкурирующую AWSA. Отклонение Сенатом в 1887 году предложенной поправки о избирательном прав женщин к Конституции США также сблизило две организации. NWSA годами работала на то, чтобы убедить Конгресс вынести предложенную поправку на голосование. После того, как состоялось голосование, и решительного отказа, NWSA начала вкладывать меньше энергии в агитацию на федеральном уровне и больше на уровне штатов, как это уже делала AWSA.
Стэнтон продолжала продвигать все аспекты прав женщин. Она выступала за коалицию радикальных групп, включая популистов и социалистов, которые поддержали бы избирательное право женщин как часть общего списка требований. В письме другу Стэнтон писала, что NWSA «какое то время становилась политическим консервативным движением. Но Люси [Стоун] и Сьюзен [Энтони] думают только об избирательном праве. Они не видят религиозного и социального рабства женщины, равно как и молодые женщины в других ассоциациях, которые они также могут также комбинировать». Стэнтон, однако, в значительной степени отказалась от активной деятельности в женском движении. В этот период она проводила большую часть времени со своей дочерью в Англии. Несмотря на разные подходы, Стэнтон и Энтони остались друзьями и коллегами, продолжая сотрудничество, начавшееся в начале 1850-х годов.
Стоун посвятила большую часть своей жизни после раскола еженедельной газете Woman’s Journal, которую она основала в 1870 году, чтобы та служила голосом AWSA. К 1880-м годам «Женский журнал» значительно расширил охват, и многие считали его газетой всего суфражистского движения.

## Слияние конкурирующих организаций
Впоследствии было предпринято несколько безуспешных попыток сблизить обе конкурирующие организации. Ситуация изменилась в 1887 году, когда Стоун, которой было почти 70, страдавшая от слабого здоровья, начала искать пути преодоления раскола. В письме суфражистке Антуанетте Браун Блэквелл она предложила создать одну организацию, вспомогательными частями которой станут AWSA и NWSA, но эта идея не нашла сторонников. В ноябре 1887 года ежегодное собрание AWSA приняло резолюцию, разрешающую Стоун обсудить с Энтони возможность слияния. В резолюции говорилось, что различия между двумя ассоциациями были «в значительной степени устранены принятием фактически общих принципов и методов». Стоун направила резолюцию Энтони вместе с приглашением на встречу.
Энтони и Рэйчел Фостер (молодой лидер NWSA) в декабре 1887 года поехали в Бостон, чтобы встретиться со Стоун. На этой встрече Стоун сопровождала её дочь Элис Стоун Блэквелл, которая также была активистом AWSA. Стентон, находившаяся в то время в Англии, не присутствовала. На встрече были рассмотрены несколько аспектов возможного слияния, включая название новой организации и её структура. Вскоре после этого Стоун изменила мнение, сказав подруге, что не хотела бы слышать предложений об объединении. Тем не менее, процесс слияния медленно продолжался.
Первым публичным признаком улучшения отношений между двумя организациями спустя три месяца после встречи в Бостоне стал учредительный конгресс Интернационального совета женщин, который NWSA организовала и провела в Вашингтоне, приурочив к сороковой годовщине Конференции в Сенека-Фолс. Конгресс получил благоприятную огласку, а его делегаты из 53 женских организаций из девяти стран были приглашены на приём в Белый дом. Представители AWSA были приглашены сесть во время встреч вместе с представителями NWSA, что свидетельствовало о новой фазе сотрудничества.
Предполагаемое слияние не вызвало серьёзных споров в AWSA. В анонсе ежегодного собрания в 1887 году, на котором Стоун уполномочили изучить возможность слияния, даже не упоминалось, что этот вопрос будет в повестке. Это предложение было рассмотрено в обычном порядке и было единогласно одобрено без обсуждения.
Ситуация была иной в NWSA, где сильное сопротивление идее слияния оказывали Матильда Джослин Гейдж, Олимпия Браун и другие. Ида Хустед Харпер, коллега и биограф Энтони, сказала, что встречи NWSA, посвящённые этому вопросу, «были самыми бурными в истории ассоциации». Обвинив Энтони в том, что она использовал закулисную тактику, чтобы помешать противодействию слиянию, Гейдж в 1890 году сформировала конкурирующую организацию под названием Национальный либеральный союз женщин, но у неё не было значительных последователей.
Комитеты AWSA и NWSA, которые вели переговоры об условиях слияния, подписали предварительное соглашение в январе 1889 г. В феврале Стоун, Стэнтон, Энтони и другие лидеры обеих организаций опубликовали «Открытое письмо к женщинам Америки», в котором заявили о своём намерении работать вместе. Когда Энтони и Стоун впервые обсудили возможность слияния в 1887 году, Стоун предложила, чтобы она, Стэнтон и Энтони отказались от поста президента объединённой организации. Энтони сначала согласилась, но другие члены NWSA категорически возражали, в предварительное соглашение это условие не вошло.
Однако конкуренция между организациями снижалась медленными темпами. Изначально более крупная AWSA в 1880-е годы потеряла много сторонников. NWSA воспринималась как главный представитель движения за избирательное право, отчасти из-за способности Энтони находить экспрессивные способы привлечь внимание нации к суфражизму. Энтони и Стэнтон также опубликовали свою книгу «История женского суфражизма» («History of Woman Suffrage»), которая поместила их в центр истории движения и отодвинула на задний план роль Стоун и AWSA.
Энтони всё больше признавали политиком. В 1890 году на праздновании её семидесятилетия, которое состоялось в Вашингтоне за три дня до съезда, объединившего две организации, среди двухсот гостей присутствовали видные члены Палаты представителей и Сената. Энтони и Стэнтон демонстративно выказывали друг другу признаки дружеских отношений на этом мероприятии, расстроив противников слияния, которые надеялись настроить их друг против друга.

## Учредительный съезд
Национальная американская женская суфражистская ассоциация (NAWSA) была создана 18 февраля 1890 года в Вашингтоне на съезде, объединившем NWSA и AWSA. Вопрос о том, кто возглавит новую организацию, был оставлен на усмотрение делегатов съезда. Стоун из AWSA была слишком больна, чтобы присутствовать на этом съезде, и потому её кандидатура не рассматривалась. А вот у Энтони и Стэнтон, представительниц NWSA, были сторонники.
Исполнительные комитеты AWSA и NWSA собирались отдельно в ходе подготовки к съезду, чтобы обсудить свой выбор президента объединённой организации. На встрече AWSA Генри Блэквелл, муж Стоун, сообщил, что NWSA согласилось избегать смешивания побочных вопросов (за которые ратовала Стэнтон) и сосредоточиться исключительно на избирательном праве (подход AWSA в целом и Энтони в частности). Исполнительный комитет рекомендовал делегатам AWSA проголосовать за Энтони. На собрании NWSA Энтони настоятельно призвала его членов голосовать не за неё, а за Стентон, заявив, что поражение Стэнтон будет расценено как отрицание её роли в движении.
Выборы прошли на открытии съезда. Стэнтон получила 131, Энтони — 90, 2 голоса были отданы за других кандидатов. Энтони была избрана вице-президентом 213 голосами. Стоун была единогласно избрана председателем исполкома.
Как президент Стэнтон выступила с приветственной речью на съезде. Она призвала новую организацию заняться широким кругом реформ, сказав: «Когда какой-либо принцип или вопрос становится предметом обсуждения, давайте ухватимся за него и покажем его связь, пусть и отдалённую, с лишением женщин избирательного права». Она представила противоречивые резолюции, в том числе резолюцию, в которой содержится призыв к включению женщин во все уровни руководства религиозных организаций, и резолюцию, в которой либеральные законы о разводе описываются как «дверь для побега замужней женщины из рабства». Однако, как оказалось в дальнейшем, её выступление не оказало длительного воздействия на организацию, поскольку большинство молодых суфражисток не согласились подходом Стэнтон.

## Президентства Стэнтон и Энтони
Избрание Стентон президентом было во многом символическим. Ещё до окончания съезда она уехала в Англию, чтобы ещё раз надолго остаться с дочерью, оставив Энтони за главную. Стентон ушла с поста президента в 1892 году, после чего Энтони была избрана на должность, которую она фактически занимала всё это время. Стоун, скончавшаяся в 1893 году, не играла большой роли в NAWSA.
Активность движения снизилась сразу после слияния. Новая организация была небольшой, в 1893 году в ней было всего около 7000 членов, плативших членские взносы. Она также страдала от организационных проблем, не имея чёткого представления, например, о том, сколько существует местных суфражистских клубов и кто является их главами.
В 1893 году члены NAWSA Мэй Райт Сьюолл, бывший председатель исполнительного комитета NWSA, и Рейчел Фостер Эйвери, секретарь-корреспондент NAWSA, сыграли ключевые роли во Всемирном конгрессе представительства женщин на Всемирной колумбовой выставке, которая также была известна как Всемирная выставка в Чикаго. Сьюэлл была председателем, а Эйвери — секретарём оргкомитета женского конгресса.
В 1893 году NAWSA проголосовала против возражения Энтони относительно изменения места проведения ежегодных съездов между где-либо ещё кроме Вашингтона. Перед слиянием Энтони NWSA всегда проводила свои съезды в Вашингтоне, чтобы сосредоточить внимание на поправке к закону об общенациональном избирательном праве. Энтони высказала свои опасения о том, что NAWSA будет участвовать в избирательной работе на уровне отдельных штатов в ущерб общенациональной повестке. NAWSA обычно не выделяла никакого финансирования на поднятие общенациональной суфражистской повестки, которая на данном этапе состояла только из участия в дне свидетельских показаний перед Конгрессом каждый год.

### Женская библия
Радикализм Стентон не нравился новой организации. В 1895 году она опубликовала «Женскую Библию», неоднозначный бестселлер, в которой подвергала критике Библию за отнесение женщин к более низкому статусу. Её противники из NAWSA отреагировали резко. Они считали, что книга нанесёт вред репутации идеи избирательного права женщин. Рэйчел Фостер Эйвери, секретарь-корреспондент организации, резко осудила книгу Стэнтон в своём ежегодном отчёте съезду 1896 года.
NAWSA проголосовала за отрицание какой-либо связи с книгой, несмотря на решительное возражение Энтони о ненужности и вредности такого шага. Однако она продолжала отправлять письма на каждую конвенцию NAWSA, и Энтони настаивала на том, чтобы их читали, даже если их темы были спорными. Так продолжалось до смерти Стэнтон в 1902 году.

### Южная стратегия
Юг традиционно мало интересовался избирательным правом женщин. Когда в 1887 году сенат рассматривал предложенную поправку к Конституции, она не получила ни одного голоса от южных сенаторов. Это было проблемой для суфражисток, потому что было практически невозможно ратифицировать какую-либо поправку без хотя бы некоторой поддержки со стороны южных штатов.
В 1867 году Генри Блэквелл предложила решение: попытаться убедить южных политических лидеров в том, что они могут обеспечить превосходство голосов белых в своём регионе, предоставив избирательное право образованным женщинам, которые преимущественно были белыми. Блэквелл представила свой план политикам из Миссисипи, которые его рассмотрели всерьёз, что пробудило надежду у многих суфражисток. Союзником Блэквелл в этих усилиях была Лора Клэй, которая убедила NAWSA начать кампанию на Юге, основанную на стратегии Блэквелл. Клэй была одним из нескольких южных членов NAWSA, которые возражали против предложенной поправки к общенациональному избирательному праву женщин на том основании, что она посягает на права штатов.
Сьюзен Б. Энтони и Кэрри Чепмен Кэтт путешествовали по Югу перед съездом NAWSA в Атланте. Энтони попросила своего старого друга Фредерика Дугласа, бывшего раба, не присутствовать на съезде NAWSA в Атланте в 1895 году; первом съезде, проводившемся в южном городе. Чернокожие члены NAWSA были исключены из списков делегатов съезда 1903 года в южном городе Новый Орлеан. Исполнительный совет NAWSA выступил с заявлением во время съезда, в котором говорилось: «Доктрина прав штата признаётся в национальной программе. Каждая вспомогательная региональная ячейка организует свои дела в соответствии со своими собственными идеями и в соответствии со своими собственными обычаями». Однако, когда NAWSA возобновило работу над поправкой к Конституции, многие суфражистки Юга высказались против, поскольку федеральная поправка предоставит избирательные права чернокожим женщинам. Так, в 1914 году Кейт Гордон основала Женскую суфражистскую конференцию южных штатов, которая выступила против 19-й поправки.

### Первое президентство Кэтт
Кэрри Чепмен Кэтт присоединилась к движению за избирательное право в Айове в середине 1880-х годов. и вскоре стала членом руководства государственной избирательной ассоциации. Пребывая замужем за богатым инженером, который поощрял её деятельность, она смогла посвятить большую часть своей энергии суфражистскому движению. Она возглавляла несколько небольших комитетов NAWSA, например, заняв в 1893 году пост председателя комитета по литературе с помощью Мэри Хатчесон Пейдж, ещё одного активного члена NAWSA. В 1895 году она была назначена главой Организационного комитета NAWSA, где она собрала деньги, чтобы направить команду из четырнадцати организаторов на места. К 1899 году суфражистские организации были созданы в каждом штате. Когда Энтони уходила с поста президента NAWSA в 1900 году, она выбрала Кэтт своей преемницей. Однако Энтони оставалась влиятельной фигурой в организации вплоть до своей смерти в 1906 году.
Одним из первых действий Кэтт на посту президента было осуществление так называемого «общественного плана»: кампании по привлечению богатых членов быстрорастущего женского клубного движения, чьи время, деньги и опыт могли бы помочь в укреплении движения за избирательное право. Такие клубы, состоящие в основном из женщин среднего класса, часто участвовали в проектах по построению гражданского общества. Как правило, клубы избегали спорных вопросов, но идея избирательного права женщин всё чаще находило отклик среди их членов. В 1914 году женское избирательное право было одобрено Всеобщей федерацией женских клубов, национальным органом клубного движения. Чтобы сделать избирательное движение более привлекательным для женщин из среднего и высшего классов, NAWSA начала популяризировать версию истории движения, которая скрывала, что многие его члены ранее занимались такими спорными в то время вопросами, как расовое равенство, реформа разводов, права работающих женщин, критика организованной религии. Роль Стентон в движении была умалена этим процессом, как и роли чернокожих и работающих женщин. Энтони, к которой в её молодые годы часто относились как к опасной фанатички, был придан образ «святой американского суфражизма».
Энергия реформ Эры прогрессивизма (1896—1920) только усилила избирательное движение. Примерно с 1900 года эра характеризовалась такими целями, как борьба с коррупцией в правительстве, искоренение детского труда, защита прав рабочих и потребителей. Многие из его участников считали избирательное право для женщин ещё одной прогрессивной целью и считали, что добавление женщин к действующему электорату поможет движению достичь других целей.
Кэтт подала в отставку через четыре года, частично из-за ухудшения здоровья её мужа, а частично из-за помощи в организации Международного альянса женщин, который был создан в Берлине в 1904 году в сотрудничестве с NAWSA и с Кэтт в качестве президента.

## Президентство Шоу
В 1904 году Анна Говард Шоу, ещё одна протеже Энтони, была избрана президентом NAWSA, проработав на этом посту больше лет, чем кто-либо другой. Шоу была энергичным и талантливым оратором. Её административные навыки и навыки межличностного общения не соответствовали тем, которые Кэтт продемонстрировала бы во время своего второго президентского срока, но под руководством Шоу организация добилась поразительных успехов.
В 1906 году южные члены NAWSA сформировали Южную женскую суфражистскую конференцию при поддержке Блэквелл. Хотя у неё была откровенно расистская программа, конференция попросила NAWSA о поддержке. Шоу отказалась, установив предел того, насколько далеко организация готова зайти, чтобы приспособиться к южанам с их откровенно расистскими взглядами. Шоу сказала, что организация не будет проводить политику, которая «отказывает в избирательном праве представителям какой-либо расы или класса».
В 1907 году, частично в ответ на «общественный план» NAWSA, который был разработан для женщин из высших слоёв общества, Гарриет Стэнтон Блатч, дочь Элизабет Кейди Стэнтон, создала конкурирующую организацию под названием «Лига равенства женщин, поддерживающих самообеспечение», позже известный как Женский политический союз. В его состав входили работающие женщины. Блатч недавно вернулась в Соединённые Штаты из Англии, где она в течение нескольких лет работала с суфражистскими группами на ранних этапах использования милитаристской тактики как части их кампании. Лига равенства приобрела последователей, приняв участие в мероприятиях, которые многие члены NAWSA поначалу считали слишком смелыми; такими как парады суфражисток и митинги под открытым небом. Блатч говорила, что, когда она присоединилась к движению за избирательное право в США, «единственным предложенным методом для продвижения дела был медленный процесс просвещения. Нам говорили организовывать, организовывать и организовывать, пока мы не доведём до конца просвещение, просвещение и ещё раз просвещение общественного мнения…».
В 1908 году была сформирована Национальная коллежская лига равного избирательного права, действующая как филиал NAWSA. Она берёт своё начало в Коллежской лиге равного избирательного права, которая была образована в Бостоне в 1900 году, когда в NAWSA было ещё относительно мало студентов. Её основала Мод Вуд Парк, которая позже помогла создать аналогичные группы ещё в 30 штатах. Позже Парк стала видным лидером NAWSA.
К 1908 году Кэтт снова стала проявлять активную деятельность. Она и её коллеги разработали подробный план объединения различных суфражистских ассоциаций в Нью-Йорке (а затем и во всём штате) в организацию, созданную по образцу политических машин, таких как Tammany Hall. В 1909 году они основали Женскую суфражистскую партию (WSP) на съезде, на котором присутствовало более тысячи делегатов и их представителей. К 1910 году WSP насчитывала 20 000 членов и имела четыре штаб-квартиры. Несмотря на то, что Шоу не совсем устраивали независимые инициативы WSP, Кэтт и другие её лидеры остались верны NAWSA, как головной организации.
В 1909 году Фрэнсис Сквайрс Поттер, член NAWSA из Чикаго, предложила создать суфражистские общественные центры — «политические сеттльменты». Их цель состояла в том, чтобы информировать общественность о женском избирательном праве и практических деталях политической деятельности движения на местном уровне. Созданные WSP школы избирательного права обеспечивали обучение активистов движения ораторскому искусству.
Отношение к движению резко улучшилось в этот период. Борьба за женское избирательное право стала считаться респектабельным занятием для женщин среднего класса. К 1910 году количество членов NAWSA подскочило до 117 000 человек. В том же году NAWSA открыла свою первую постоянную штаб-квартиру в Нью-Йорке, ранее действовав в основном на местах проживания руководства. Мод Вуд Парк, которая жила в Европе два года, в том же году получила письмо от одной из своих коллег по Лиге равного избирательного права колледжей, которая описала ситуацию такими словами: «движение, которое имело примерно столько же энергии, сколько умирающий котёнок, теперь большая, угрожающая вещь» и «сейчас это действительно модно».
Изменение общественных настроений нашло отражение в усилиях по завоеванию избирательного права для женщин на общегосударственном уровне. В 1896 году только четыре западных штата, разрешили женщинам голосовать. С 1896 по 1910 год прошло шесть общегосударственных кампаний, и все они потерпели неудачу. Ситуация начала меняться в 1910 году, когда женщинам дали избирательное право в штате Вашингтон, за которым последовали Калифорния в 1911 году; Орегон, Канзас и Аризона в 1912 году; а затем и другие.
В 1912 году В. Э. Б. Дюбуа, президент Национальной ассоциации содействия прогрессу цветного населения (NAACP), публично осудил нежелание NAWSA принимать чернокожих женщин. NAWSA отреагировала, пригласив его выступить на следующем съезде и опубликовав речь Дюбуа в виде брошюры. Тем не менее NAWSA продолжала минимизировать роль чёрных суфражисток в движении. В ассоциацию принимали некоторых чернокожих женщин в качестве членов и некоторые «чёрные» организации в качестве помощников. Но общая практика заключалась в том, чтобы вежливо отклонять подобные просьбы. Отчасти это было связано с тем, что расовое превосходство было нормой среди белых американцев той эпохи, а отчасти потому, что NAWSA считала, что у движения мало надежды на внесение национальной поправки без какой-либо поддержки со стороны южных штатов, активно практиковавших расовую сегрегацию.
Стратегия NAWSA на тот момент заключалась в том, чтобы добиться избирательного права для женщин от штата к штату, пока не наберётся критическая масса избирателей, которая сможет протолкнуть поправку на национальном уровне. В 1913 году в попытке остановить этот процесс был сформирован Суфражистский комитет женщин Южных штатов. Его возглавила Кейт Гордон, секретарь-корреспондент NAWSA с 1901 по 1909 год. Гордон была уроженкой южного штата Луизиана, поддерживала избирательное право женщин, но выступала против идеи поправки к федеральному избирательному праву, называя возможную поправку нарушающей права некоторых штатов. Она считала, что принятие поправки может привести к аналогичному обеспечению конституционного права афроамериканцев голосовать в южных штатах, чего нельзя допустить. Её комитет был слишком мал, чтобы серьёзно повлиять на общее направление деятельности NAWSA. Но её публичное осуждение предложенной поправки, выраженное в терминах неистового расизма, углубило раскол в организации.
Несмотря на быстрый рост числа членов NAWSA, недовольство Шоу росло. Её склонность остро реагировать на тех, чьи взгляды на способы решения задач отличались от её собственных, усиливала организационные трения. Несколько членов вышли из состава исполнительного совета в 1910 году, и каждый год после этого до 1915 года в составе совета директоров происходили существенные ротации.
В 1914 году сенатор Джон Шафрот внёс федеральную поправку, согласно которой законодательные органы штата должны были включить вопрос об избирательном праве женщин в избирательные бюллетени штата, если восемь процентов избирателей подпишут соответствующую петицию. NAWSA одобрила предложенную поправку, после чего некоторые суфражистские организации обвинили ассоциацию в отказе борьбы за поправку на национальном уровне. На фоне замешательства среди членов делегаты съезда 1914 года выразили своё недовольство Шоу. Шоу подумывала об отказе от президентского поста в 1914 году, и в 1915 году она объявила, что не будет баллотироваться на второй срок.

## Переезд в Уоррен, штат Огайо
В течение нескольких лет Харриет Тейлор Аптон возглавляла движение суфражисток в округе Трамбал, штат Огайо. В 1880 году её отец был избран членом Конгресса США как республиканец от Огайо. Эта связь предоставила Аптон возможность встретиться со Сьюзен Б. Энтони, которая и привела её в суфражистское движение.
В 1894 году Аптон была избран казначеем NAWSA. Кроме того, Аптон занимала пост президента местной ассоциации в 1899—1908 и 1911—1920 годах. Аптон помогла переместить национальную штаб-квартиру NAWSA в свой дом в Уоррене, Огайо, в 1903 году. Согласно Tribune Chronicle, «этот шаг предполагался только временным, но это продлилось шесть лет. Сьюзен Б. Энтони, лидер женского движения, много раз посещала Уоррен, включая поездку национальную встречу по правам женщин в 1904 году».
В этот период внимание общества к правам женщин было сосредоточено на Уоррене. Офисы ассоциации располагались на первом этаже здания окружного суда Трамбулла, которое в настоящее время занимает Суд по наследственным делам. До того как штаб покинул дом Аптон в 1910 году, городок Уоррен оставался активным участником избирательного движения. Жители Уоррена годами активно участвовали в различных программах суфражистского движения, пока 19-я поправка не была ратифицирована достаточным количеством штатов и санкционирована президентом Вильсоном в 1920 году.
В 1993 году дом Аптон вошёл в список исторических достопримечательностей.

## Раскол в движении
Серьёзный вызов руководству NAWSA возник после того, как в 1910 году молодая активистка Элис Пол вернулась в США из Англии, где она была частью милитаристского крыла движения за женское избирательное право. Там она была заключена в тюрьму, где перенесла принудительное кормление после объявления голодовки. Присоединившись к NAWSA, она активно ратовала за возвращение усилий избирательного движения к национальной поправке, которая в течение многих лет была оттеснена кампаниями на уровне штатов.
С точки зрения Шоу, настало время сделать новый шаг к поправке о избирательном праве. Гордон и Клэй, самые стойкие противники борьбы за поправку на федеральном уровне в рамках NAWSA, были оттеснены своими оппонентами и больше не занимали постов в руководстве ассоциации. В 1912 году Элис Пол была назначена председателем комитета Конгресса NAWSA, и ей было поручено возродить интерес к движению. В 1913 году она и её коллега Люси Бернс организовали Парад за женское избирательное право в Вашингтоне за день до инаугурации Вудро Вильсона на посту президента. Граждане, выступавшие против марша, превратили событие в настоящий бунт, который удалось утихомирить только введением армейской кавалерийской части. Общественное возмущение по поводу этого инцидента, который стоил начальнику полиции его работы, привлёк внимание к суфражистскому движению и придал ему новый импульс.
Пол беспокоила лидеров NAWSA, заявляя, что, поскольку демократы не будут действовать для предоставления избирательных прав женщинам, даже если они контролируют президентский пост и обе палаты Конгресса, движение должно работать на поражение всех демократов, независимо от позиции отдельного кандидата в отношении женского избирательного права. Однако политика NAWSA заключалась в том, чтобы следовать противоположному подходу, поддерживая любого кандидата, поддерживающего поправку, независимо от принадлежности к той или иной политической партии. В 1913 году Пол и Бернс сформировали Союз Конгресса (CU), чтобы работать исключительно на национальном уровне, и отправили организаторов в штаты, в которых уже были ячейки NAWSA. Отношения между CU и NAWSA со временем стали непрозрачными и всё больше портились.
На съезде NAWSA в 1913 году Пол и её союзники потребовали, чтобы организация сосредоточила свои усилия на федеральной поправке к избирательному праву. Вместо этого съезд уполномочил исполнительный совет ограничивать возможности Союза Конгресса нарушать политику NAWSA. После того, как переговоры не привели к разрешению разногласий, NAWSA сняла Пол с поста главы своего комитета Конгресса. К февралю 1914 года NAWSA и CU фактически разделились на две независимые организации.
Блатч объединила свой Женский политический союз с CU. Получившееся в результате слияния организация, в свою очередь, стала основой Национальной женской партии (НЖП), которую Пол сформировала в 1916 году. Снова возникли две конкурирующие общенациональные женские организации, борющиеся за избирательное право для женщин. Но результатом стало что-то вроде разделения труда. NAWSA сохранила свой имидж и занялась высокоорганизованным лоббированием как на национальном, так и на региональном уровне. Более мелкая НЖП также занималась лоббированием, и становилась всё более известной благодаря своей скандальной и конфронтационной деятельности, осуществляемой прежде всего в столице.

## Второе президентство Кэтт, 1915—1920
Кэрри Чапман Кэтт, предыдущий президент NAWSA, была очевидным кандидатом для замены Анны Ховард Шоу, Но в это время Кэтт возглавляла Нью-Йоркское отделение Женской суфражистской партии, которая находилась на ранних этапах решающей избирательной кампании в этом штате. Надежда NAWSA заключалась в том, что успех в большом восточном штате станет переломным для национальной кампании. Нью-Йорк был самым большим штатом, и победа там была реальной. Кэтт согласилась передать работу в Нью-Йорке другим активистам и принять президентство NAWSA в декабре 1915 года при условии, что она сможет назначить свой собственный исполнительный совет, который ранее всегда избирался ежегодным съездом. Она назначила в правление независимых женщин, которые могли работать в движении на постоянной основе.
Опираясь на возросший уровень чувства ответственности и сплочённости в главном офисе, Кэтт направила своих сотрудников в регионы, чтобы оценить состояние ассоциации в целом и начать процесс её реорганизации в более централизованное и эффективное предприятие. Кэтт описывала NAWSA как идущего через сотни дюн верблюда, на котором едет слепой возница. Она дала новое представление о стратегии ассоциации, разослав массу сообщений всеобщим и местным филиалам с директивами, организационными инициативами и подробными планами работы.
Ранее NAWSA уделяла много внимания в своей деятельности просвещению населения о женском избирательном праве и это оказало значительное влияние на умы американцев. Избирательное право женщин стало серьёзной национальной проблемой, и NAWSA становилась крупнейшей добровольной организацией в стране, насчитывая до двух миллионов членов. Основываясь на этом фундаменте, Кэтт преобразовала NAWSA в организацию, которая действовала в первую очередь как политическая сила.

### 1916
На заседании исполнительного совета в марте 1916 года Кэтт заявила, что политика NAWSA по работе в первую очередь над кампаниями на уровне регионов исчерпала себя. Казалось, что некоторые штаты вряд ли когда-либо одобрят избирательное право для женщин. В некоторых случаях потому, что законы штатов чрезвычайно затрудняли пересмотр конституции, а в других, особенно на юге страны, потому что оппозиция суфражистскому движению была просто слишком сильной. Кэтт переориентировала деятельность организации на борьбу за поправку к общенациональному избирательному праву, продолжая проводить кампании на уровне всей страны, где успех был реальной возможностью добиться своего.
Когда съезды Демократической и Республиканской партий выпали на июнь 1916 года, суфражистки провели свои акции на обоих мероприятиях. Кэтт пригласили выразить своё мнение в речи на съезде республиканцев в Чикаго. Антисуфражистка выступила после Кэтт, и когда она рассказывала съезду, что женщины не хотят голосовать, толпа суфражисток ворвалась в зал и заполнила проходы. Они были насквозь мокрыми, пройдя под проливным дождём несколько кварталов парадом, возглавляемым двумя слонами. Когда взволнованная антисуфражистка завершила своё выступление, суфражистки громко скандировали свои лозунги. Неделей позже на съезде демократов в Сент-Луисе суфражистки заполнили галереи и выкрикивали свои мнения во время дебатов по избирательному праву.
Обе партийные конвенции по итогам съездов одобряли избирательное право женщин, но только на уровне штатов, Это означало, что в разных штатах оно могло реализовываться по-разному, а в некоторых случаях и вовсе не применяться. Ожидая большего, Кэтт созвала чрезвычайный съезд, перенеся его дату с декабря на сентябрь 1916 года с целью придать новый толчок в борьбе за федеральную поправку. Съезд инициировал стратегические подвижки, приняв «План победы» Кэтт. Этот план предусматривал работу над поправкой к общенациональному избирательному праву в качестве приоритета для всей организации и санкционировал создание группы профессиональных лоббистов для поддержки этой цели в Вашингтоне. Он уполномочил исполнительный совет определить план работы по достижению этой цели для каждого штата и взять на себя эту работу, если местная организация откажется подчиняться. Она согласилась финансировать региональные избирательные кампании только в том случае, если они будут соответствовать строгим требованиям, которые были разработаны, чтобы исключить попытки с небольшими шансами на успех. План Кэтт включал в себя промежуточные цели для достижения принятия поправки к избирательному праву для женщин к 1922 году. Гордон, чей подход к соблюдению прав штатов был решительно отклонён, писала другу: «Хорошо же смазанный паровой каток гладил этот съезд!».
Комитет Конгресса NAWSA находился в беспорядке с тех пор, как в 1913 году из него была исключена Элис Пол. Кэтт реорганизовала комитет и назначила Мод Вуд Парк его главой в декабре 1916 года. Парк и её заместитель Хелен Гамильтон Гарденер создали отдел, известный как «Front Door Lobby», названный так журналистом, потому что он действовал открыто, избегая традиционных лоббистских методов закулисных сделок. Штаб-квартира лоббистов располагалась в полуразрушенном особняке, известном как Suffrage House. Здесь поселились лоббисты NAWSA, которые координировали свою деятельность с ежедневными конференциями и обсуждениями.
В 1916 году NAWSA приобрела «The Woman’s Journal» у Алисы Стоун Блэквелл. Газета была основана в 1870 году матерью Блэквелл, Люси Стоун, и с тех пор большую часть времени служила основным голосом суфражистского движения. Однако у него были существенные недостатки. Это было небольшое издание, большую часть работы выполняла Блэквелл, и большая часть её репортажей была сосредоточена на событиях на восточной части страны в то время, когда была необходима общенациональная газета. После сделки она была переименована в «Woman Citizen» и слилась с «The Woman Voter», и с «National Suffrage News», бывшим журналом NAWSA. Таким образом, у движения появилось мощное СМИ.

### 1917
В 1917 году Кэтт получила в наследство 900 000 долларов от миссис Фрэнк (Мириам) Лесли, которые, по её мнению, должны были быть использованы на благо движения. Кэтт выделила большую часть средств NAWSA, из них 400 000 долларов было потрачено на продвижение «Woman Citizen».
В январе 1917 года организация Элис Пол начала пикетирование Белого дома с транспарантами с требованием избирательного права для женщин. В конце концов полиция арестовала более 200 митингующих, многие из которых объявили голодовку после заключения в тюрьму. Тюремные власти насильно кормили их, что вызвало бурю общественного негодования, вызвавшего новый всплеск обсуждения целесообразности избирательного права женщин.
Когда в апреле 1917 года США вступили в Первую мировую войну, NAWSA вносила свой вклад. Шоу была назначена главой Женского комитета Совета национальной обороны, который был учреждён федеральным правительством для координации ресурсов и повышения общественной морали. Кэтт и два других члена NAWSA были назначены в его исполнительный комитет. NWP, напротив, не принимало участия в военных действиях и заявляло, что NAWSA делает это исключительно в корыстных целях.
В апреле 1917 года Жанетт Ранкин из Монтаны, ранее работавшая лоббистом и полевым секретарём NAWSA, стала первой конгрессвумен. Ранкин проголосовала против объявления войны.
В ноябре 1917 года суфражистское движение одержало крупную победу, когда референдум по предоставлению избирательных прав женщинам с большим отрывом поддержал инициативу в Нью-Йорке, самом густонаселённом штате страны. Мощная политическая машина Таммани Холл, которая ранее выступала против женского избирательного права, заняла нейтральную позицию по этому референдуму, отчасти потому, что жёны нескольких лидеров Таммани Холла активно участвовали в кампании за принятие поправки.

### 1918—1919
Палата представителей впервые приняла поправку к избирательному праву в январе 1918 года, но Сенат отложил обсуждение этой меры до сентября. Президент Вильсон предпринял необычный шаг, явившись в Сенат, чтобы выступить по этому вопросу с просьбой о принятии поправки в качестве военной меры. Сенат, однако, отклонил эту меру перевесом в два голоса. NAWSA развернула кампанию по свержению четырёх сенаторов, голосовавших против поправки, создав коалицию сил, в которую вошли профсоюзы и сторонники запретов. Двое из этих четырёх сенаторов потерпели поражение на федеральных выборах в ноябре.
NAWSA провела свой Золотой юбилейный съезд в отеле Statler в Сент-Луисе, штат Миссури, в марте 1919 года. Президент Кэтт выступила со вступительной речью, в которой призвала делегатов создать лигу избирателей-женщин. Было принято решение сформировать эту лигу как отдельное подразделение NAWSA, в которое будут входить представители штатов, которые разрешили женщинам голосовать. Лиге было поручено обеспечить полное избирательное право и реформировать законодательство, касающееся прав женщин в штатах, где они могли голосовать. В последний день съезда сенат штата Миссури принял закон, дающий женщинам право голоса на президентских выборах, и резолюцию о внесении поправки в конституцию для получения женщинами полного избирательного права. В июне того же года была принята Девятнадцатая поправка.

## Процесс принятия Девятнадцатой поправки
После выборов президента Вильсон созвал специальную сессию Конгресса, который принял поправку к избирательному праву 4 июня 1919 года. Теперь борьба перешла на уровень законодательных собраний отдельных штатов, три четверти которых должны были ратифицировать поправку, прежде чем она станет действующим законом.
Кэтт и исполнительный совет NAWSA планировали свою работу в поддержку усилий по ратификации с апреля 1918 года; более чем за год до того, как Конгресс принял поправку. Комитеты по ратификации уже были созданы в столицах штатов, каждый со своим бюджетом и планом работы. Сразу после того, как Конгресс принял поправку, Избирательная палата и отдел федерального лоббирования ассоциации были закрыты, а ресурсы были направлены на работу по ратификации. Кэтт чувствовала необходимость действовать безотлагательно, предугадывая замедления активности реформ после окончания войны, которая закончилась семью месяцами до этого. Многие местные избирательные общества были распущены в тех штатах, где женщины уже могли голосовать, что в итоге затруднило организацию быстрой ратификации на местном уровне.
К концу 1919 года женщины фактически могли голосовать на выборах президента в тех штатах, которые получили большинство голосов выборщиков за принятие поправки. Политические лидеры, которые были убеждены в том, что избирательное право женщин неизбежно, начали оказывать давление на местных и национальных законодателей, чтобы те поддержали поправку, и их партия могла претендовать на голоса женщин на будущих выборах. Съезды как Демократической, так и Республиканской партий одобрили поправку в июне 1920 года.
Бывшие члены NAWSA Кейт Гордон и Лора Клэй организовали оппозицию ратификации поправки на Юге. Осенью 1918 года они вышли из состава NAWSA по требованию исполнительного совета из-за своих публичных заявлений против федеральной поправки. Только три южных штата, Арканзас, Техас и Теннесси, ратифицировали 19-ю поправку. При этом Теннесси стал решающим 36-м штатом.

## Преобразование NAWSA в Лигу женщин-избирательниц
За шесть месяцев до ратификации Девятнадцатой поправки NAWSA провела свой последний съезд. 14 февраля 1920 года на этом съезде в качестве преемницы NAWSA была создана Лига женщин-избирательниц, а её президентом стала Мод Вуд Парк, бывшая глава комитета Конгресса NAWSA. Лига женщин — избирательниц была создана, чтобы помочь женщинам играть большую роль в государственных делах после того, как они добились права на голосование. До 1973 года в лигу могли вступать только женщины.